# Informatique centralisée

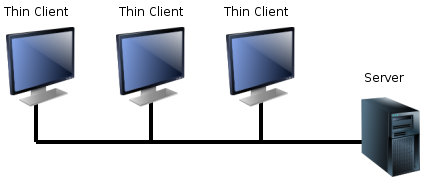
architecture client-serveur

L'informatique centralisée ou l'architecture centralisée rassemble les ressources nécessaires à un traitement sur un hôte central, généralement à l'aide de terminaux qui sont connectés à un ordinateur central. Cet ordinateur peut lui-même contrôler directement tous les périphériques (s'ils lui sont physiquement connectés) ou ils peuvent être gérés par un serveur de terminal. Si les terminaux en ont la capacité, ils peuvent être en mesure de se connecter à l'ordinateur central directement depuis un réseau informatique. L'ordinateur central peut être un serveur central dans le cas d'une architecture client-serveur. Les terminaux peuvent être de type passif ou actif, ils peuvent afficher des environnements CLI, TUI ou GUI, il peut s'agir d'une console système, d'une imprimante d'un client léger ou d'un client plus important par exemple.
Cette informatique centralisée offre une plus grande sûreté que l'architecture distribuée parce que tout le traitement est contrôlé dans un emplacement central. En outre, si un terminal tombe en panne, l'utilisateur peut simplement aller sur un autre terminal et se connecter à nouveau, et tous ses fichiers seront de nouveau accessibles. Selon le système, cette architecture peut même être en mesure de reprendre une session au point où elle s'était interrompue, comme si rien ne s'était passé.
Toutefois, ce type d'agencement présente aussi certains inconvénients. L'ordinateur ou le serveur central exécute les fonctions informatiques et les commandes des terminaux distants. Ce système repose totalement sur un ordinateur ou serveur central, si celui-ci tombe en panne, le système entier « descendra » (c'est-à-dire qu'il sera amputé de la majeure partie de ses services).
Un autre inconvénient est que le traitement central repose fortement sur la qualité de l'administration et des ressources fournies à ses utilisateurs. Si l'ordinateur ou le serveur central est insuffisamment soutenu, l'utilisation du système peut souffrir de problèmes diverses (taille d'annuaire trop importante, dysfonctionnement concernant son administration, etc. ). Cependant, la situation inverse (c'est-à-dire, un système qui supporte mieux vos besoins) est l'un des principaux avantages de l'informatique centralisée.

## Histoire

### 1950-1989
Plusieurs fabricants et leurs successeurs ont produit des ordinateurs centraux de la fin des années 1950 jusqu'au début du XXIe siècle, avec une diminution progressive en termes de quantité sur le marché et une progressive transition vers la simulation sur puces Intel plutôt que sur du matériel propriétaire. Le groupe de fabricants américains était d'abord connu sous le nom de "IBM and the Seven Dwarfs", avec comme principaux concurrents Burroughs, UNIVAC, NCR, Control Data, Honeywell, General Electric et RCA. À la suite des départs de General Electric et de RCA, "IBM and the Seven Dwarfs" s'est peu à peu imposée sur son marché et se fit appelé IBM et BUNCH. La domination d'IBM s'est développée à partir de leur série 700/7000 et, plus tard, au travers du développement des mainframes de la série 360. Cette dernière architecture a continué d'évoluer pour devenir les mainframes zSeries actuels qui, avec les mainframes Burroughs et Sperry (aujourd'hui Unisys) basés sur MCP et OS1100, sont parmi les rares architectures mainframes encore existantes pouvant retracer leurs racines à cette période. Alors que les zSeries d'IBM peuvent toujours exécuter du code System/360 24 bits, les serveurs CMOS zSeries 64 bits et System z9 n'ont rien de commun physique avec les anciens systèmes (non rétrocompatibilité du système).
En dehors des États-Unis, les principaux fabricants étaient Siemens et Telefunken en Allemagne, ICL au Royaume-Uni, Olivetti en Italie et Fujitsu, Hitachi, Oki et NEC au Japon. L'Union soviétique et les pays du Pacte de Varsovie ont également fabriqué des copies rapprochées des ordinateurs centraux IBM pendant la guerre froide ; la série BESM et Strela sont des exemples d'ordinateurs soviétiques conçus indépendamment.
La baisse de la demande ressentie et la concurrence féroce ont commencé à secouer le marché au début des années 1970, notamment par des acquisitions et cessions d'entreprises, remodelant le marché des mainframes. La firme RCA a été vendue à UNIVAC et GE a vendu ses activités à Honeywell. Entre 1986 et 1990, Honeywell a été rachetée par Bull et UNIVAC est devenue une division de Sperry, qui a ensuite fusionné avec Burroughs pour former Unisys Corporation en 1986. Au cours des années 1980, les systèmes à base de mini-ordinateurs sont devenus plus sophistiqués et ont été capables de déplacer le bas de gamme des ordinateurs centraux. Ces ordinateurs, parfois appelés ordinateurs ministériels, étaient typifiés par le DEC VAX.

### 1990-1999
En 1991, AT&T Corporation a brièvement détenu NCR. Au cours de la même période, les entreprises ont constaté que les serveurs basés sur la conception de micro-ordinateurs pouvaient être déployés à une fraction du prix d'acquisition et offrir aux utilisateurs locaux un contrôle bien plus grand sur leurs propres systèmes, étant donné les politiques et pratiques informatiques de l'époque. Les terminaux utilisés pour interagir avec les systèmes mainframes ont été progressivement remplacés par des ordinateurs personnels. En conséquence, la demande s'est rapidement effondrée et les nouvelles installations d'ordinateurs centraux ont été limitées principalement aux services financiers et au gouvernement.
Au début des années 1990, les analystes de l'industrie s'entendaient généralement pour dire que l'ordinateur central était un marché en voie de disparition, les plateformes d'ordinateurs centraux étant remplacées au fur et à mesure par des réseaux informatiques personnels. Stewart Alsop, d'InfoWorld, a malheureusement prédit que le dernier ordinateur central serait débranché en 1996 ; en 1993, il a cité Cheryl Currid, analyste de l'industrie informatique, qui disait que le dernier ordinateur central "cessera de fonctionner le 31 décembre 1999", une référence au problème prévu de l'an 2000.
Cette tendance a commencé à s'inverser à la fin des années 1990, lorsque les entreprises ont trouvé de nouvelles utilisations pour leurs ordinateurs centraux existants et que le prix des réseaux de données s'est effondré dans la plupart des régions du monde, ce qui a encouragé une tendance vers de informatique plus centralisé. La croissance du commerce électronique a également augmenté de façon spectaculaire le nombre de transactions traitées par les logiciels de l'ordinateur central ainsi que la taille et le débit des bases de données. Le traitement par lots, comme la facturation, est devenu encore plus important avec la croissance du commerce électronique, et les ordinateurs centraux sont particulièrement habiles au traitement par lots à grande échelle. Un autre facteur qui augmente actuellement l'utilisation des mainframes est le développement du système d'exploitation Linux, qui est arrivé sur les mainframes d'IBM en 1999 et qui est généralement exécuté en scores ou jusqu'à environ 8000 machines virtuelles sur un seul mainframe. Linux permet aux utilisateurs de tirer profit des logiciels libres combinés à des RAS matériels pour mainframes. L'expansion et le développement rapides dans les marchés émergents, en particulier en République populaire de Chine, stimulent également d'importants investissements dans l'informatique centrale pour résoudre des problèmes informatiques exceptionnellement difficiles, par exemple en fournissant des bases de données de traitement des transactions en ligne unifiées et à très haut volume à un milliard de consommateurs dans de multiples secteurs (banque, assurance, solvabilité, services gouvernementaux, etc.)

### Depuis 2000
Fin 2000, IBM a introduit 64 bits z/Architecture, acquis plusieurs sociétés de logiciels comme Cognos et introduit ces produits logiciels sur le mainframe. Les rapports trimestriels et annuels d'IBM dans les années 2000 ont généralement fait état d'une augmentation des revenus de l'ordinateur central et des livraisons de capacité. Toutefois, les activités d'IBM dans le domaine des ordinateurs centraux n'ont pas été à l'abri du récent ralentissement général du marché des serveurs ou de la modélisation des effets de cycle. Par exemple, au quatrième trimestre de 2009, les revenus de matériel System z d'IBM ont diminué de 27 % d'un exercice à l'autre. Mais les expéditions de MIPS (millions d'instructions par seconde) ont augmenté de 4% par an au cours des deux dernières années Alsop se fait photographier en 200[Quoi ?].

### Le retour de l'informatique centralisée
Avec le cloud computing on observe un retour important de l'informatique centralisée.